# Órgão colegiado
Órgãos colegiados (português brasileiro) ou órgãos colegiais (português europeu) são aqueles em que há representações diversas e as decisões são tomadas em grupos, com o aproveitamento de experiências diferenciadas. O termo colegiado diz respeito à forma de gestão na qual a direção é compartilhada por um conjunto de pessoas com igual autoridade, que reunidas, decidem. No órgão colegiado inexiste a decisão de somente um membro.
São conhecidos pelos nomes de Conselhos, Comitês, Juntas, Câmaras, Colégios, Comissões, Equipes, Grupos de Trabalho, além de outros. Seus representantes podem ter origem no setor público ou no setor privado, segundo a natureza da representação.
É comum aos órgãos colegiados possuírem uma secretaria-executiva, encarregada de colocar em prática suas decisões, papel que também pode ser conferido a um órgão já existente.
Atuando de forma articulada e transversal, tanto com entidades do Governo quanto com representantes da sociedade civil, o Ministério da Cidadania participa ativamente de conselhos, comissões, comitês e outros grupos e fóruns.
Esses órgãos colegiados são canais de diálogo, debate e proposição de ações e políticas públicas, assim como de fiscalização. Tratando de assuntos específicos, eles desenvolvem mecanismos, critérios, estratégias e diretrizes para ações relacionadas a temas como assistência social, renda de cidadania, segurança alimentar e inclusão produtiva.
Entre os órgãos colegiados que contam com maior participação do Ministério estão o Conselho Nacional de Assistência Social (CNAS), o Conselho Nacional de Segurança Alimentar e Nutricional (Consea), a Câmara Interministerial de Segurança Alimentar e Nutricional (Caisan), a Comissão Intergestores Tripartite (CIT), a Comissão Nacional de Desenvolvimento Sustentável dos Povos e Comunidades Tradicionais (CNPCT) e o Comitê Interministerial de Inclusão Social dos Catadores de Materiais Recicláveis (CIISC).
Nas páginas referentes a estas instâncias, estão disponíveis informações tais como a descrição dos órgãos, seus objetivos, sua composição, atividades realizadas, regimentos internos, legislação relacionada, calendários, relatórios, deliberações, estudos, sites e atas, pautas e resumos executivos de reuniões.